# 山本智哉
山本 智哉（やまもと ともや、3月19日 - ）は、日本の声優、舞台俳優。東京都出身。スワロウ所属。

## 人物
趣味にはダーツとバドミントン、特技にはベースをそれぞれ挙げている。方言は沖縄方言。
声優になろうと思ったきっかけの人物に山寺宏一と大塚明夫をそれぞれ挙げている。
2024年3月31日をもって所属していたホーリーピークを退所、同年10月1日よりスワロウの所属となる。

## 出演
太字はメインキャラクター。

### テレビアニメ
- 遊☆戯☆王SEVENS（2020年 - 2022年[6]、真実バクロー[7]）
- フットサルボーイズ!!!!!（2022年、二葉ともえ[8][9]）
- 遊☆戯☆王ゴーラッシュ!!（2022年 - 2025年[10]、真実ネツゾー[11]）

### ゲーム
- 陰陽おとぎソール（2016年）
- 都立水商!（2018年、原田颯真）
- ファイトリーグ（2018年、私設親衛隊隊長、越野 限、小手先ネクロマジシャン）
- 異世界で始める偉人大戦争〜陣取りしてみませんか〜（2019年）
- フットサルボーイズ!!!!! ハイファイリーグ（2021年、二葉ともえ[12]）

### CD
- モザイク・スターズ ※モザチュン名義
- 君へ繋がるメロディ ※PROCYON名義
- Hi Fi FIVE! ※モザチュン名義

### ドラマCD
- ハローモーニングスター

### デジタルコミック
- 隣のよし子ちゃん（2024年、男子クラスメイト）[13]

### 舞台
- Lunatic Syndrome（2013年） - レイモンド 役
- 劇団神保町界隈 第3回公演 スタア誕生 神ボーイズ始動（2015年10月7日 - 11日、テアトルBONBON）[14] - 主役・篤史 役[15]
- 劇団神保町界隈 第7回公演 憑依声優 怪談 佐賀城の化け猫（2019年10月10月 - 14日、テアトルBONBON）[16] - 侍2 ・若山富夫 役[17]

### その他コンテンツ
- 遊星高校ゲーム部（浪川雅）
- リモート☆ホスト（蔡久良）

## ディスコグラフィ

### キャラクターソング
| 発売日         | 商品名                                              | 歌 | 楽曲                                       | 備考                                                     |
| -------------- | --------------------------------------------------- | --- | ------------------------------------------ | -------------------------------------------------------- |
| 2017年10月25日 | 真夜中アイドル！モザチュン VOL.1 モザイク・スターズ | モザチュン | 「モザイク・スターズ」 「Day Night VS」    | 『真夜中アイドル！モザチュン』関連曲                     |
| 2017年12月22日 | 真夜中アイドル！モザチュン VOL.2 君へ繋がるメロディ | PROCYON | 「君へ繋がるメロディ」 「起承転結OKAWARI」 | 『真夜中アイドル！モザチュン』関連曲                     |
| 2018年5月11日  | 真夜中アイドル！モザチュン Hi Fi Five               | モザチュン | 「Hi Fi Five」 「Our Believe」             | 『真夜中アイドル！モザチュン』関連曲                     |
| 2021年12月15日 | リモート☆ホスト Club Saturno No.4 蔡久良            | 蔡久良（山本智哉） | 「Love, Fever, Dream」 「ゲラメキユ」      | 『リモート☆ホスト』関連曲                                |
| 2021年12月15日 | リモート☆ホスト Club Saturno's Collection           | Saturno 5 | 「ゲラメキユ」                             | 『リモート☆ホスト』関連曲                                |
| 2021年12月15日 | リモート☆ホスト Club Saturno's Collection           | Venere 5、Saturno 5 | 「ゲラメキユ」                             | 『リモート☆ホスト』関連曲                                |
| 2022年2月9日   | フットサルボーイズ!!!!! プレイヤーソングアルバム    | フットサルボーイズ!!! | 「Higher Goals」                           | ゲーム『フットサルボーイズ!!!!! ハイファイリーグ』主題歌 |
| 2022年2月9日   | フットサルボーイズ!!!!! プレイヤーソングアルバム    | 樫良木ルイ（峯田大夢）、結城心（新井雄也）、久我巧生（村上聡）、花山院快斗（馬場惇平）、京極聖（宮瀬尚也）、二葉ともえ（山本智哉） | 「Grab for victory」                       | 『フットサルボーイズ!!!!!』関連曲                        |
| 2022年6月15日  | ガチンコ                                            | Saturno 5 | 「ガチンコ」                               | 『リモート☆ホスト』関連曲                                |
| 2022年12月7日  | リモート☆ホスト Club Saturno No.3 蔡久良            | 蔡久良（山本智哉） | 「Don't mind! It's all right!」            | 『リモート☆ホスト』関連曲                                |
| 2023年12月6日  | リモート☆ホスト デュエットCD④                       | 蔡久良（山本智哉）、亜土夢（小池貴大）                                                                                             | 「G.L.G」                                  | 『リモート☆ホスト』関連曲                                |

### ユニットメンバー
1. 1 2  星名真幸（齊藤智也）、伏見勇利（根塚良）、三咲なつめ（山本智哉）、高崎伊織（河本啓佑）、明羽貴彦（生田鷹司）
2. ↑  星名真幸（齊藤智也）、伏見勇利（根塚良）、三咲なつめ（山本智哉）
3. 1 2 3  小林節、安田陸矢、小池貴大、山本智哉、柴野嵩大
4. ↑  坂田将吾、田邊幸輔、柏崎隼史、岡野友佑、石井孝英
5. ↑  大和晴（高良崚太）、榊星一郎（石森周斗）、月丘柊依（吉原康平）、幸永椿貴（山口諒太郎）、南雲竜（古田一紀）、天門泰雅（坂井易直）、樫良木ルイ（峯田大夢）、結城心（新井雄也）、久我巧生（村上聡）、花山院快斗（馬場惇平）、京極聖（宮瀬尚也）、二葉ともえ（山本智哉）、昂守希（佐久間貴生）、十河夏輝（千葉瑞己）、相庭京介（浦和希）、花村理央（多田啓太）、鞍馬雪丸（上村源）、桐生蓮（TAKA）、白河瞬（岡延明）、橘藤吾（大海将一郎）、今園彩人（森永彩斗）、水無瀬亜佐（菊池勇成）、秋月奏夜（津田拓也）、朝比奈碧（奥山敬人）、天王寺刻成（川島慶嗣）、世良龍太朗（下川草介）、水無瀬涼佑（石井孝英）、ガルシア・エミリオ（小塚亮輔）、蓮美朔（木津つばさ）